# Дивали
Дивали (хинд. दीपावली; санскрит: Divālī) или Дипвали (хинд. दिवाली; санскрит: Dīpāvalī), хиндуистички је фестивал свијетла, са варијацијама које се славе у другим индијским религијама. Симболизује духовну побједу свјетлости над тамом, добра над злом и знање над незнањем. Слави се током хиндуистичких лунисоларних мјесеци ашвина (према традицији аманта) и картике, између средине септембра и средине новембра. Прославе углавном трају пет или шест дана.
Повезан је са различитим вјерским догађајима, божанствима и личностима, као што је дан када се Рама вратио у своје краљевство у Ајдохју са супругом Ситом и братом Лакшманом након што је побиједио краља демона Равану. Такође је широко повезан са Лакшми, богињом просперитета, као и Ганешом, богом мудрости и отклањањем препрека. Друге регионалне традиције повезују празник са Вишнуом, Кришном, Дургом, Шивом, Кали, Хануманом, Кубером, Јамом, Јамијом, Дханвантаријем или Вишвакарманом.
Првенствено хиндуистички фестивал, варијације празника такође славе присталице других вјера. Џаини славе свој Дивали који означава коначно ослобођење Махавире. Сики славе Банди кор дивас како би обиљежили ослобађање Гуруа Харгобинда из могулског затвора. Невар будисти, за разлику од других будиста, славе Дивали обожавањем богиње Лакшми, док хиндуси источне Индије и Бангладеша већински славе обожавањем богиње Кали.
Током фестивала слављеници освјетљавају своје домове, храмове и радне просторе дијама (уљаним лампама), свијећама и фењерима. Хиндуси посебно имају ритуално уљно купање у зору сваког дана фестивала. Дивали је такође обиљежен ватрометом и декорацијом подова са дизајном ранголија, док су остали дјелови куће декорисани џаларима. Храна је главни фокус празника; породице учествују у гозбама и дијеле митаи. Фестивал је годишњи период повратка кући и дружења не само за породице, већ и за заједнице и удружења, посебно она у урбаним срединама, која организују активности, догађаје и скупове. Такође се организују параде и сајмови заједнице са парадама или музичким и плесним представама у парковима. Неки хиндуси, џаини и сики шаљу честитке за Дивали породици која је близу или даље током празничне сезоне, повремено са кутијама индијских посластица. Други аспект фестивала је сјећање на претке.
Дивали је такође велики културни догађај за хиндуистичку, сикску и џаинску дијаспору. Главни дан фестивала Дивали (дан Лакшми пуџа) је званични празник на Фиџију, Гвајани, Индији, Малезији изузев Саравака, Маурицијусу, Мјанмару, Непалу, Пакистану, Сингапуру, Шри Ланци, Суринаму и Тринидаду и Тобагу.

## Етимологија
Дивали, такође познат и као Девали или Дипвали, потиче од санскритског dīpāvali, што значи „ред или низ свијетла“. Термин је изведен од санскритских ријечи dīpa, што значи лампа, свјетлост, фењер, свијећа, оно што сија или освјетљава и āvali, што значи ред, распон, непрекидна линија или серија.

## Датуми
Празник траје обично пет или шест дана, а обиљежава се сваке године у рану јесен након завршетка љетње жетве. Поклапа се са младим мјесецом (Амавасја) и сматра се најмрачнијом ноћи у хиндуистичком лунисоларном календару. Свјечаности почињу два дана прије Амавасје, на Дантерас, а продужавају се два дана послије, до другог (или 17.) дана у мјесецу картика. Према индологу Констанс Џонс, та ноћ завршава лунарни мјесец ашвин и почиње мјесец картика, али историјски записи нису досљедни у погледу назива лунарног мјесеца у којем се слави Дивали. Један од најранијих извјештаја о тој варијацији био је Вилсон из 1847. године, који је објаснио да иако је стварни дан хиндуистичког фестивала исти, он се различито идентификује у регионалним календарима јер постоје двије традиције у хиндуистичком календару; једна традиција почиње млади мјесец од младог мјесеца, док друга почиње од пуног мјесеца. Најмрачнија ноћ или трећи дан је врхунац прославе и зове се главни Дивали, а обично се поклапа са другом половином октобра или почетком новембра по грегоријанском календару, док сам празник може да варира од средине септембра до средине новембра по грегоријанском календару.

## Историја
Петодневни фестивал је настао на индијском потконтиненту и сматра се да је спој празника жетве у древној Индији. Помиње се у раним санскритским текстовима, као што су Падма Пурана и Сканда Пурана, а оба су завршена у другој половини 1. миленијума нове ере. Дије (лампе) се помињу у Сканда Кишоре Пурани као симболика дјелова сунца, гдје су описане као космички даваоци свјетлости и енергије цијелом животу и који се сезонски мијења у хиндуистичком календарском мјесецу картика.
Цар Харша је у санскритској драми Нагананда из 7. вијека празник назвао као Дипапратипадотсава (Dīpapratipadotsava; dīpa што значи свјетлост, pratipadā што значи први дан и utsava што значи празник); на сцени су биле упаљене лампе, а нововјерени млада и младожења добијали су поклоне. У драми Раџашекхара празник се помиње као Дипамалика у својој Кавиамимамси из 9. вијека, у којој се помиње традиција да су домови побијељени и да су куће, улице и пијаце украшаване уљаним лампама ноћу.
Дивали су описали и бројни путници изван Индије. У својим мемоарима о Индији из 11. вијека, персијски путник и историчар Бируни писао је о томе како су хиндуси славили празник на дан младог мјесеца у мјесецу картика. Венецијански трговац и путник Николо де Конти посјетио је Индију почетком 15. вијека и написао је у својим мемоарима: „на још једном од ових празника они постављају унутар својих храмова и на спољној страни кровова безброј уљаних свјетиљки... које горе даноноћно“, као и то да се породице окупљају за празник, облаче нове хаљине, пјевају, играју и праве гозбе. Португалски путник из 16. вијека Доминго Паес писао је о својој посјети хиндуистичком царству Виџајанагара, гдје се у октобру славио Дивали, током којег су становници освјетљавали своје домове и храмове лампама. У Рамајани се помиње да се Дивали славио само двије године у Ајодји.
Исламски историчари Делхијског Султаната и ере Могулског царства такође су помињали Дивали и друге хиндуистичке фестивале, у којима су учествовали бројни муслимани; Стивен Блејк је истакао да илустративни исламски записи укључују записе шеика Ахмада Сирхиндија из 16. вијека који је написао: „током Дивалија... неуки међу муслиманима, посебно жене, обављају церемоније... они то славе као своју личну карту и шаљу поклоне својим ћеркама и сестрама... они придају велики значај и тежину овој сезони.“ Неколико владара из тог доба, посебно Могулски цар Акбар, је са одобравањем посматрало фестивал и учествовало на свјечаностима, док су неки владари забранили фестивале као што су Дивали и Холи, посебно Аурангзеб 1665. године. Према Одри Трушке, сунитски муслимански цар Аурангзеб је ограничио јавно славље многих вјерских празника као што су хиндуистички Дивали и Холи, али и такође је забранио и шитску светковину Мухарем и персијски празник Новруз, истичући да је то урадио зато што је сматрао да су фестивали неукусни, а такође и због бриге за јавну безбједност која се крије у позадини. Према Стивену Блејку, један дио разлога због којих је забранио Дивали била је пракса коцкања и опијања током прослава. Трушке је истакла да Аурангзеб није у потпуности забранио приватну прославу, већ је умјесто тога укинуо порезе које су раније наплаћивали хиндуистичким фестивалима његови Могулски претходници. Џон Ричардс је навео да је Аурангзеб хтио да оживи ислам и уведе строги шеријат у свом царству, због чега је издао низ едикта против хиндуистичких фестивала и светилишта. Према Ричардсу, Акбар је био тај који је укинуо дискриминаторне порезе на хиндуистичке фестивале и ходочаснике, а Аурангзеб је био тај који је поново успоставио дискриминаторне порезе на фестивале из доба Могула и повећао друге порезе засноване на вјери.
Дивали се помиње и у публикацијама из британске колонијалне ере, као што је биљешка о хиндуистичким фестивалима коју је 1799. објавио Сер Вилијам Џоунс, филолог познат по својим раним запажањима о санскриту и индоевропским језицима. У свом раду Лунарна година хиндуса, Џоунс, чије је тада сједиште било у Бенгалу, забиљежио је четири од пет дана Дивалија у јесењим мјесецима ашвина и картике као: Бутачарурдаши јаматерпанам (2. дан), Лашмипуџа дипанвита (дан Дивали), Дјута пратипат Белипуџа (4. дан) и Братри двитија (5. дан). Он је навео да је Бутачарурдаши јаматерпанам посвећен Јами и духовима предака, Лашмипуџа дипанвита је био велики фестивал ноћу, у част богиње Лакшми са призивањем Кубере, са илуминацијом на дрвећу и кућама; Дјута пратипат Белипуџа је посвећен легендама о Шиви и Парвати и легенди о богу Балију, док је Братри двитија посвећен легенди Јама-Јамуна, додавши да на тај дан хиндуси прослављају однос брата и сестре. Џоунс је такође истакао да су хиндуси на дан Дивалија имали лажну церемонију кремације са бакљама и пламеним маркама под називом Улкаданам, приликом које би се опростили од својих сународника који су погинули у рату или у страној земљи и никада се нису вратили кући; церемонија би према вјеровању освијетлила пут несталих до пребивалишта Јаме.
Дивали је велики културни догађај за хиндуистичку, сикску и џаинску дијаспору, а у модерном добу то је званични празник на Фиџију, Гвајани, Индији, Малезији изузев Саравака, Маурицијусу, Мјанмару, Непалу, Пакистану, Сингапуру, Шри Ланци, Суринаму и Тринидаду и Тобагу, док се остали празнични дани регионално посматрају као државни или опционо ограничени празници у Индији. У Непалу је то такође вишедневни фестивал, иако се дани и ритуали различито називају, са врхунцем који хиндуси називају Тихар фестивал, а будисти Сванти фестивал.

### Епиграфија
Санскритски натписи у камену и бакру који помињу Дивали, повремено уз термине као што су Дипотсава, Дипавали и Дивалиге, откривени су на бројним локацијама широм Индије. Неки од примјера су бакарна плоча царства Раштракута из 10. вијека, са натписом Кришне III (939–967) на којој се помиње Дипотсава, као и мјешовити санскритско-канадски синда натпис из 12. вијека откривен у храму Исвара у Дарваду у савезној држави Карнатака, којим се на празник гледа као на „свету прилику“. Према Лоренцу Францу Килхорну, њемачком индологу познатом по превођењу многих индијских натписа, фестивал се помиње као Дипотсава у стиховима 6 и 7 санскритског натписа у храму Ранганатха Венад хиндуског краља Равивармана Самграмадхира из 13. вијека. Натпис је на писму Гранта и очуван је на сјеверном зиду друге пракаре у храму Ранганатха, на острву Срирангам, у савезној држави Тамил Наду. Дио натписа, како је превео Килхорн, гласи:
„Повољан празник свјетлости који распршује најдубљу таму, који су у ранијим данима славили краљеви Ила, Картавирија и Сагара. Пошто је Сакра (Индра) од богова, универзални монарх који зна дужности од три Веде, које су се касније прославиле овде у Ранги за Вишнуа, блиставо са Лакшми која почива на његовом блиставом крилу.”
Џаински натписи, као што је Саундати натпис из 10. вијека о донацији уља за обожавање Џинендре за ритуале Дивалија, говоре о Дипотсави. Санскритски камени натпис из раног 13. вијека, написан деванагари писмом, пронађен је на сјеверном крају стуба џамије у Џалору, у Раџастану, а сматра се да је изграђен од материјала из срушеног џаинистичког храма. На натпису пише да је Рамачандрачарја изградио и посветио салу за драмске представе, са златном куполом, на Дивалију. То је четврти натпис, који је највјероватније настао у години Викрама Ера 1268 (око 1211. нове ере).

## Религијски значај

### Хиндуизам
Дивали симболизује духовну побједу свјетлости над тамом, добра над злом и знања над незнањем. Религијски значај варира регионално у Индији. Једна традиција повезује фестивал са легендама у хиндуистичком епу Рамајана, гдје је Дивали дан када су Рама, Сита, Лакшмана и Хануман стигли у Ајодју послије периода од 14 година у изгнанству, након што је Рамина војска добра побиједила војску зла краља демона Раване. Током читавог епа, Рамине одлуке су увијек биле у складу са дармом (дужношћу), а Дивали фестивал служи као подсјетник сљедбеницима хиндуизма да одржавају своју дарму у свакодневном животу.
Према другој популарној традицији, у периоду Двапара југе, једне од четири југе, Кришна, аватар Вишнуа, убио је демона Наракасуру, који је био зли краљ Прагјотишапуре, у близини данашњег Асама, пустивши притом 16.000 дјевојака које је Наракасуру држао у заточеништву. Дивали се славио као знак побједе добра над злом након Кришнине побједе. Дан прије Дивалија се памти као Нарака Чатурдаши, дан када је Кришна убио Наракасуруа.
Многи хиндуси повезују фестивал са богињом Лакшми, богињом богатства и просперитета и Вишнуовом женом. Према Пинчман, почетак петодневног фестивала Дивали наводи се у неким популарним савременим изворима као дан када је богиња Лакшми рођена из Самудре Мантане, када су Деве (богови) и Асури (демони) мијешали космички млијечни океан, што је ведска легенда која се такође налази у неколико Пурана, као што је Падма Пурана; ноћ Дивалија је ноћ када је Лакшми изабрала и удала се за Вишнуа. Заједно са Лакшми, која је представник вишнуизма, Ганеша, син Парватија и Шиве са главом слона из традиције шивизма, запамћен је као онај који симболизује етичке почетке и отклања препреке.
Хиндуси источне Индије и Бангладеша повезују фестивал са богињом Кали, која симболизује побједу добра над злом и већински се моле њој. Хиндуси из региона Брај у сјеверној Индији, дјелови Асама, као и јужне заједнице Тамила и Телугуа сматрају Дивали као дан када је бог Кришна побиједио и уништио злог краља демона Наракасуру, у симболичној побједи знања и добра над незнањем и злом.
Трговачке породице и други, такође се моле богињи Сарасвати, која оличава музику, књижевност и учење, као и Кубери, који симболизује књиговодство, ризницу и управљање богатством. У западним државама, као што је Гуџарат и у одређеним хиндуистичким заједницама на сјеверу Индије, фестивал означава почетак нове године.
Митске приче које се причају за вријеме фестивала варирају у зависности од региона, па чак и унутар хиндуистичке традиције, али све имају заједнички фокус на праведност, самоиспитивање и важност знања. Линдзи Харлан је истакла да је то пут за превазилажење „таме незнања“. Причање тих митова подсјећа на хиндуистичко вјеровање да добро на крају побјеђује зло.

### Друге религије
Првобитно хиндуистички фестивал, током времена је превазишао вјерске оквире; славе га хиндуси, џаини, сики и неварски будисти, а иако за сваку вјеру обиљежава различите историјске догађаје и приче, фестивал представља исту симболичну побједу свјетлости над тамом, знања над незнањем и добра над злом.

#### Џаинизам
Изучавалац џаина и ниветана, наводи да се у џаинистичкој традицији Дивали слави на дан „Махавира Нирвана Дивас“, у част физичке смрти и коначне нирване мудраца Махавире.  Џаинистички Дивали који се слави у многим дјеловима Индије има сличне праксе као хиндуистички Дивали, као што је паљење лампи и клањање молитве богињи Лакшми, али је фокус посвећеност Махавири. Према џаинистичкој традицији, пракса паљења лампи је први пут почела на дан Махавирине нирване 527. године прије нове ере, када је 18 краљева који су се окупили на Махавириним последњим учењима издало проглас да се лампе пале у знак сјећања на „велику свјетлост Махавирину". Научници оспоравају тај датум и сматрају да су Махавирини биографски детаљи несигурни; неки сматрају да је живио у 5. вијеку прије нове ере, истовремено са Будом. То традиционално вјеровање о поријеклу Дивалија и његовом значају за џаинисте, огледа се у њиховим историјским умјетничким дјелима као што су слике.

#### Сикизам
Сики су фестивал кроз историју називали Дивали. Харџот Оберој, проучавалац историје сика, истакао је да је почетком 20. вијека друштво Калса тракт, покренуто од стране покрета Синг Саба настојало да успостави сикијски идентитет различит од хиндуса и муслимана. Покренули су континуирану кампању да обесхрабре сике да учествују у фестивалима Холи и Дивали преименовањем фестивала, објављивањем сезонских честитки на језику гурмуки и поновним повезивањем њиховог вјерског значаја са историјским догађајима сика. Неки од тих напора су имали трајни утицај на заједницу сика, код којих је празник преименован у Банди кор дивас и слави се у знак сјећања на ослобађање Гуруа Харгобинда из затвора Гвалиор форт, гдје га је био затворио могулски цар Јахангира, као и у знак сјећања на дан када је стигао у Златни храм у Амрицару. Упркос бројним промјенама и одвајања од хиндуистичког фестивала, освјетљење, заједничка гозба, друштвено повезивање, дијељење и други ритуални обичаји прослава сика остали су слични онима код хиндуса и џаина.
Према Гревалу, научнику сикизма и историје сика, Дивали у њиховој традицији је старији од шесте легенде о Гуруу Харгобинду. Гуру Амар Дас, трећи Гуру сика, направио је бунар у Гоиндвалу са осамдесет четири степеника и позвао сике да се окупају у његовим светим водама на Баисакију и Дивалију као облик повезивања заједнице. Временом су ти прољећни и јесењи фестивали постали најважнији од свих фестивала сика, а света мјеста као што је Амрицар постала су дестинација за годишња ходочашћа. Фестивал Дивали, према Реју Колеџу, истиче три догађаја у историји сика: оснивање града Амрицар 1577. године, ослобађање Гуруа Харгобинда из Могулског затвора и дан мученичке смрти Баи Мани Синга 1738. године, као резултат његовог неплаћања казне због покушаја да прослави Дивали и што је након тога одбио да пређе на ислам.

#### Будизам
Дивали није фестивал за већину будиста, са изузетком народа Невара у Непалу, који поштују различита божанства у Вађрајана будизму и славе Дивали служећи се молитвама богињи Лакшми. Неварски будисти у непалским долинама такође славе Дивали фестивал током пет дана, на исти начин и током истих дана као и непалски хиндуистички Дивали-Тихар фестивал. Према неким научницима, та традиционална прослава неварских будиста у Непалу, кроз обожавање Лакшми и Вишнуа током Дивалија, није синкретизам, већ одраз слободе унутар махајанске будистичке традиције да се обожава било које божанство ради њиховог свјетског бољитка.

## Прославе
Ритуали и припреме почињу данима или недељама прије, обично послије фестивала Душера који је око 20 дана раније. Фестивал званично почиње два дана прије ноћи Дивали, а завршава се два дана након тога; сваки дан има одређене ритуале и значај. Многи хиндуси практикују ритуално уљно купање у зору сваког дана фестивала. Уочи Дивалија, људи се припремају чишћењем, реновирањем и украшавањем својих домова и радних мјеста дијама (уљаним лампама) и ранголијима (шареним шарама умјетничких кругова). Главни Дивали се слави трећег дана, који се поклапа са најмрачнијом ноћи ашвина или картике. Током Дивалија, људи носе своју најбољу одјећу, освјетљавају унутрашњост и спољашњост својих домова са сакијем (земљаном лампом), дијама и ранголијем, обављају церемоније обожавања Лакшми, богиње просперитета и богатства, пале ватромете и учествују у породичним гозбама, на којима се дијеле митаи (слаткиши) и поклони. Хиндуси источних и сјевероисточних држава Индије повезују фестивал са богињом Дурге или њеним аватаром Кали (шактизам). Према Рејчел Макдермот, тај регион је такође историјски славио Лакшми пуџу, док је традиција Кали пуџе започела у колонијалном добу и била је посебно истакнута након 1920-их.
Уобичајене прославе познате су као фестивал свјетлости, али постоје разлике од државе до државе у Индији. Обично се слави двадесет дана након фестивала Виџајадашами, са Дантерасом или регионалним еквивалентом, обиљежавајући први дан фестивала када се слављеници припремају чистећи своје домове и правећи украсе на поду, као што су ранголи. Неки региони Индије почињу прославе Дивалија дан прије Дантераса, са Говатсом Двадашијем. Други дан је Нарака Чатурдаши, док је трећи дан дан Лакшми пуџе и најмрачнија ноћ традиционалног мјесеца. У неким дјеловима Индије, дан послије Лакшми пуџе обиљежава се Говардан пуџом и Балипратипадом (Падва). Неке хиндуистичке заједнице обиљежавају последњи дан као Баи Дој или регионални еквивалент, који је посвећен вези између сестре и брата, док друге хиндуистичке и заједнице сика занатлија обиљежавају тај дан као Вишвакарма пуџа и поштују га чишћењем и украшавањем својих радних простора и молитвама.
Фестивал је постао популарнији и у другим земљама; у Њујорку је Дивали проглашен за јавни школски празник и усвојен је закон о школском распусту током трајања фестивала од 2024. године.

### Први дан
Први дан је познат као Дантерас, изведено од ријечи „Dhan“ што значи богатство и „teras“ што значи тринаести и означава тринаести дан мрачне двије недеље ашвина или картике и почетак Дивалија у већини дјелова Индије. Такође је познат и као Дантрајодаши, Јама дипам, Јама дипадана и Јам ке дија. На тај дан многи хиндуси чисте своје домове и пословне просторе. Постављају дије, мале земљане свјетиљке које се обично праве од пшеничног брашна и пуне се сусамовим уљем, које пале током наредних пет дана у позадини својих домова у близини иконографије Лакшми и Ганеша. Неки хиндуси их окрећу према југу, јер се вјерује да то удовољава Јами, богу смрти, и да одбија прерану смрт. Жене и дјеца украшавају врата у кућама и канцеларијама ранголијима, шареним дезенима направљеним од пиринчаног брашна, цвијетних латица, обојеног пиринча или обојеног пијеска, док дјечаци и мушкарци украшавају кровове и зидове породичних кућа, пијаца и храмова низовима свијетала и фењера. Тај дан такође означава главни дан за куповину новог прибора, кућне опреме, златног накита, петарди и других предмета. Увече на Дантерас, породице се моле богињи Лакшми и Ганешу и приносе надувани пиринач, слаткише, колаче од пиринча и баташе (шупље шећерне торте).
Према Трејси Пинчман, Дантерас је симбол годишње обнове, чишћења и доброг почетка следеће године. Израз „Dhan“ за тај дан такође алудира на ајурведску икону Данвантари, бога здравља и исцјељења, за кога се вјерује да је изашао из „мијешања космичког млијечног океана“ истог дана када и Лакшми. Неке заједнице, посебно оне које су активне у ајурведским и здравственим професијама, моле се или изводе хаван ритуале Данвантарију на Дантерасу.
Неки хиндуси славе Дантерас друге ноћи прије главног дана Дивалија.

### Други дан
Нарака чатурдаши, такође познат као Чоти Дивали, други је дан свјечаности који се поклапа са четрнаестим даном мрачне двије недеље ашвина или картике. Израз „chhoti“ значи мало, док „Naraka“ значи пакао, а „Chaturdashi“ значи четрнаести. Дан и његови ритуали се тумаче као начини да се било која душа ослободи патње у Нараки или паклу, као и подсјетник на духовно благостање. За неке хиндуисте, то је дан да се моле за мир гривама или оскврњеним душама својих предака и освијетле им пут за њихова путовања у цикличном загробном животу. Митолошко тумачење тог празничног дана је уништавање асуре (демона) Наракасуре од стране Кришне, након чега је ослободио 16.000 заробљених принцеза које је Наракасура киднаповао. Такође се слави као Роп чаудас у неким сјеверноиндијским областима, гдје се жене купају прије изласка сунца и пале лампе дија у купатилу, за које вјерују да помажу да се побољша њихова љепота, што је забавни ритуал у којем младе дјевојке уживају као једном од свјечаности. Жене спремају убтан, који се састоје од специјалног грам брашна помијешаног са зачинским биљем за чишћење и уљепшавање.
Нарака чатурдаши је такође битан дан за куповину свјечане хране, посебно слаткиша. Разноврсни слаткиши се припремају од брашна, гриза, пиринча, брашна од леблебије, сувог воћа у праху или пасте, чврсте материје млијека (мава или која) и прочишћеног путера (ги). Према Дари Голдстин, они се затим обликују у различите облике, као што су ладус, барфис, халва, кацорис, сриканд и сандеш, који се уролају и од којих настају пуњени слаткиши или пецива, као што су карањи, шанкарпали, маладу, сусијам и потукадала, а који понекад бивају умотани у јестиву сребрну фолију (варк). Посластичари и продавнице креирају декоративне изложбе са темом Дивалија, продајући их у великим количинама, које се налазе за кућне прославе за дочек гостију и као поклоне. Породице такође припремају домаће специјалитете за Лакшми пуџу, који се сматра главним даном Дивалија. Чоти Дивали је такође дан за посјете пријатељима, пословним сарадницима и рођацима, као и за размјену поклона.
Другог дана Дивалија, Хануман пуџа се изводи у неким дјеловима Индије, посебно у Гуџарату. Поклапа се са даном Кали Чаудаса и вјерује се да духови лутају около у тој ноћи, а Хануман, који је божанство снаге, моћи и заштите, пружа заштиту од духова. Дивали се такође слави како би се обиљежио повратак Раме у Ајодју послије 14 година изгнанства, након што је побиједио краља демона Равану. Према миту, оданост и посвећеност Ханумана толико су пријали Рами да је благословио Ханумана да буде обожаван прије њега, због чега се сматра да људи обожавају и моле се Хануману дан прије главног дана Дивалија.
Тај дан се обично слави као Дивали у државама Тамил Наду, Гоа и Карнатака. Традиционално, хиндуси Марати и јужноиндијски хиндуси примају масажу уљем од старијих у породици тог дана, а затим се купају у ритуалном купању, сви прије изласка сунца. Многи током другог дана посјећују свој омиљени хиндуистички храм.
Неки хиндуси славе другог дана Дантерас, познат као Јама Дипадана или Јама дипам, умјесто првог дана. Током тог дана, окрећу дије које су напуњена сусамовим уљем у правцу југа, јер се вјерује се да ће то задовољити Јаму, бога смрти, и одбити прерану смрт.

### Трећи дан
Трећи дан је главни Дивали и врхунац фестивала, познат је као Лакшми пуџа или Кали пуџа, који се поклапа са последњим даном мрачне двије недеље ашвина или картике. То је дан када хиндуистички, џаинистички и сикски храмови и домови блистају свијетлима, што га чини фестивалом свијетла. Ријеч „Deepawali“ потиче од санскритске ријечи „deep“, што значи индијски фењер или лампа.
Најмлађи чланови породице трећег дана посјећују своје старије, као што су бабе и дједови и други старији чланови заједнице. Власници малих предузећа дају поклоне или посебне бонусе својим запосленима између Дантераса и Лакшми пуџе. Продавнице се не отварају током тог дана или затварају рано, што омогућава запосленима да уживају у породичном времену, док продавци и мале радње врше ритуале пуџа у својим канцеларијским просторијама. За разлику од неких других фестивала, хиндуси обично не посте током петодневног Дивалија, укључујући и дан Лакшми пуџа, већ славе и дијеле храну на својим радним мјестима, у друштвеним центрима, храмовима и кућама.
При крају дана људи носе нову одјећу или своју најбољу одјећу; младе дјевојке и жене носе сарије и накит. У сумрак, чланови породице се окупљају за Лакшми пуџу, иако се моле и другим божанствима, као што су Ганеша, Сарасвати, Рама, Лакшмана, Сита, Хануман или Кубера. Лампе са пуџа церемоније се затим користе за паљење још земљаних лампи, које се постављају у редове дуж парапета храмова и кућа, док се неке дије остављају пуштене да плутају на ријекама и потоцима. Послије пуџе, људи излазе напоље и славе тако што заједно пале патаке (ватромет), а затим дијеле породичну гозбу и митаи (слаткиши и дезерти).
Пуџа и ритуали у бенгалској хиндуистичкој заједници се фокусирају на Кали, богињу рата, умјесто на Лакшми. Према Рејчел Фел Макдермот, научници јужноазијских, посебно бенгалских студија, у Бенгалу током Наваратри (Дусере у другим дјеловима Индије), Дурга пуџа је главни фокус, иако су у источним и сјевероисточним државама то двоје синоними, али на Дивали фокус је на пуџи посвећеној Кали. Макдермот је истакла да су се та два фестивала развила заједно током историје. Текстуални докази указују на то да су бенгалски хиндуси обожавали Лакшми прије колонијалне ере, а да је Кали пуџа новији феномен. Према Макдермот, Дурга пуџа је највећи бенгалски фестивал који је настао у 16. вијеку или раније, док је почетак традиције Кали пуџе на Дивалију настао најраније од средине 18. вијека, током владавине Раџа Кришначандра Реја. Мекдермот је истакла да старији историјски документи Бенгала потврђују да су бенгалски хиндуси дуго славили ноћ Дивалија са илуминацијом, петардама, храном, новим рачунским књигама, коцкањем и молитвама Лакшми, позивајући своје пријатеље (укључујући Европљане током колонијалне ере). Кали сарбајанин традиција на Дивалију, са тантричким елементима на неким локацијама, постепено је прерасла у популарну бенгалску традицију после средине 1920-их. Савремене бенгалске прославе укључују дјечаке тинејџере који се играју ватрометом и дијеле празничну храну са породицом, али је у фокусу богиња Кали, а не Лакшми.
У ноћи Дивалија, ритуали широм Индије посвећени су Лакшми да би је дочекали у својим очишћеним домовима и да би им донијела просперитет и срећу за наредну годину. Чишћење или фарбање дома се дјелимично врши за богињу Лакшми, али такође означава ритуал поновног извођења акције чишћења, прочишћавања након монсунских киша, које би се завршиле у већем дијелу индијског потконтинента. Ваишнавске породице током ноћи рецитују хиндуистичке легенде о побједи добра над злом и повратку наде послије очаја, у којима главни ликови могу да буду Рама, Кришна, Вамана или један од аватара Вишнуа, божанског мужа Лакшми. У сумрак, лампе постављене раније у унутрашњости и споља око куће, пале се у знак добродошлице Лакшми. Чланови породице пале петарде, што неки тумаче као начин да се отјерају сви зли и злонамјерни духови, као и да се уљепша празнично расположење. Према Пинчману, који је цитирао Рагавана, тај ритуал може да буде повезан и са традицијом одавања поштовања прецима у неким заједницама. Раније током те двије недеље, неки хиндуси поздрављају душе својих предака да се придруже породици на свјечаностима. Ноћна свијетла и петарде на Дивали, у том тумачењу представљају слављенички и симболични испраћај преминулих душа предака. У урбаним срединама се организују разне активности, догађаји и скупови, а такође се организују параде и сајмови заједнице са парадама или музичким и плесним представама у парковима.
Прославе и ритуали џаина и сика слични су онима код хиндуиста; обнављају се везе у друштву и заједници. Главни храмови и домови су украшени свијетлима, постављају се празнична јела која се дијеле са свима, пријатељи и рођаци се памте и посјећују са поклонима. Неки хиндуси, џаини и сики шаљу честитке за Дивали породици која је близу или даље током празничне сезоне, повремено са кутијама индијских посластица.

### Четврти дан
Дан после Дивалија је први дан свијетле двије недеље картике. Регионално се зове Анакут (гомила жита), Падва, Говардан пуџа, Бали пратипада, Бали падијами, Картик шукла пратипада и другим именима. Према једној традицији, тај дан је повезан са причом о поразу Балија од Вишнуа. У другом тумачењу, сматра се да се односи на легенду о Парвати и њеном мужу Шиви како играју игру дјута (коцкице) на табли од дванаест поља и тридесет фигура, у којој Парвати побјеђује, након чега јој Шива предаје своју кошуљу и украсе и остаје го. Према Хендлману и Шулману, које је цитирао Пинчман, та легенда је хиндуистичка метафора за космички процес стварања и растакања свијета кроз мушку деструктивну моћ коју представља Шива и женску прокреативну моћ коју представља Парвати, а у којој дванаест одражава број мјесеци у цикличној години, док је тридесет број дана у њеном лунисоларном мјесецу.
Тај дан ритуално слави везу између жене и мужа, а у неким хиндуистичким заједницама, мужеви на тај дан дарују поклоне својим женама. У другим крајевима родитељи позивају тек вјенчану ћерку или сина, заједно са супружницима на свјечану трпезу и дарују их.
У неким руралним заједницама сјеверног, западног и централног региона, четврти дан се слави као Говардан пуџа, у част легенде о хиндуистичком богу Кришни који је спасио пастире и фармерске заједнице од непрестаних киша и поплава изазваних Индриним гнијевом, тако што је подигао планину Говардан. Према легенди, Кришна је замолио људе Гокула да престану да обожавају Индру због кише, која је природни феномена. Индра је побјеснио када је сазнао да га људи Гокула не обожавају и да су престали да му нуде било шта, већ су почели да обожавају краве и брдо Говардан, због чега је непрестано падала киша седам дана и Гокул је био под водом. Кришна је подигао планину Говардан на свом малом прсту и пружио уточиште народу Гокула и кравама, након чега је Индра схватио своју грешку и изразио је жаљење Кришни. Гуџарати су од тада увели обичај да обожавају брда Говардан и обиљежавају тај дан као почетак нове године. Легенду обиљежавају кроз ритуал градње малих минијатура налик на планине од крављег измета. Према Кинслију, ритуална употреба крављег измета, уобичајеног ђубрива, је пољопривредни мотив и прослава његовог значаја за годишње циклусе усјева.
Пољопривредну симболику на тај дан многи Хиндуси такође посматрају као Анакут, што значи „планина хране“. Заједнице припремају преко стотину јела од разних састојака, која се затим посвећују Кришни прије него што се подијели међу заједницом. Хиндуистички храмови на тај дан припремају и поклањају гомилу слаткиша вјерницима који су се окупили за даршан (посјету). У Гуџарату, Анакут је први дан нове године и слави се куповином основних потрепштина или сабра, клањањем молитви Кришни и посјећивањем храмова. У Гуџарату се Нова година слави након дана Дивалија. Ујутру се људи туширају, моле код куће, посјећују храмове за богослужење, а дјеца увече посјећују комшијске куће да им честитају Нову годину, рукују се, добију мухве, чоколаду или друге слаткише.

### Пети дан
Пети и последњи дан фестивала, други дан свијетле двије недеље картике, назива се Баи дуџ („дан брата“), Бау беџ, Баи тилак или Баи понта. На тај дан се слави веза између сестре и брата, слична церемонији Ракша бандан током које сестре везују браћи талисман или амајлију звану ракши око зглобова, али током дана Баи дуџ браћу иду у посјету сестрама и размјењују поклоне. Према једној легенди, Кришна је након што је побиједио Наракасуру посјетио своју сестру Субадру, која га је дочекала слаткишима и цвијећем и ставила му тилаку на чело. Према другој легенди, бог смрти Јама посјетио је своју сестру Јамуну која га је дочекала са церемонијом стављања тилака и тада је Јама одлучио да на тај дан онај ко добије тилак и слаткише од своје сестре буде благословен дуговјечношћу.
На тај дан се жене из породице окупљају, обављају пуџу са молитвама за добробит своје браће, а затим се враћају ритуалу храњења браће рукама и примања поклона. Према Пинчман, у неким хиндуистичким традицијама жене рецитују приче у којима сестре штите своју браћу од непријатеља који желе да им нанесу тјелесне или духовне повреде. У историјским временима, то је био дан у јесен када су браћа путовала да се сретну са својим сестрама, или позивала сестрину породицу у своје село да прославе своју везу брата и сестре уз обиље сезонских жетви.
Према објави владе Химачал Прадеша и Индије, Вишвакарма пуџа се обиљежава четвртог дана Дивалија у држави Хималаја, а на тај дан је обиљежавају и занатлије из заједница хинда и сика. Вишвакарма пуџа се у другим хиндуистичким заједницама обиљежава у складу са хиндуистичким соларним календаром и пада у септембру. Вишвакарма је предсједавајуће хиндуско божанство за оне који се баве архитектуром, грађевинарством, производњом, текстилним радом и занатима. Током тог дана чисте се разбоји, алати у трговини, машине и радна мјеста и нуде се молитве тим средствима за живот.

## Друге традиције и значај
Током сезоне Дивалија бројна рурална мјеста и села организују мела или сајмове, на којима локални произвођачи и занатлије тргују производима и робом. За становнике локалне заједнице обично је на располагању разноврсна забава. Жене се облаче у шарену одјећу и украшавају руке каном. Такви догађаји се такође помињу у историјским записима сика. Макс Маколиф, који је живио на сјеверозападу Пенџаба током колонијалне ере и познат је по свом раду о књижевности и историји сика, писао је о организовању мела на Дивали, на који су људи долазили да купе коње, траже задовољство, моле се у оближњим храмовима Амрицар за просперитет своје дјеце и за њихове душе, док су неки учествовали и у радњама које је описао као „мање или више достојног или недостојног карактера“. У модерно вријеме, мела се одржава на колеџу или универзитету, у кампусима или као догађаји у заједници од стране припадника индијске дијаспоре. На таквим догађајима се приказују разне музичке, плесне и умјетничке представе, храна, занати и културне прославе.

### Економија
Дивали означава велики период куповине у Индији и упоредив је са божићним периодом у смислу куповине потрошача и економске активности. Традиционално је вријеме када домаћинства купују нову одјећу, ствари за поправку дома, поклоне, злато, накит и друге ствари, посебно зато што је фестивал посвећен Лакшми, богињи богатства и просперитета, а такве куповине се сматрају повољним. Према Раоу, Дивали је један од највећих фестивала на који рурални Индијанци троше значајан дио свог годишњег прихода и представља им средство да обнове своје у заједници и односе и друштву.
Остала роба која се купује у значајним количинама током Дивалија укључује слаткише и ватромет. Године 2013. за Дивали је трговцима продато ватромета за око 25 милијарди рупија, односно око 310 милиона америчких долара, што је еквивалентна малопродајна вриједности од око 50 милијарди рупија или око 630 милиона долара, према часопису The Times of India. Према процјени из 2017. године, 50.000 тона ватромета експлодира годишње у Индији током Дивалија, док је у САД-у експлодирало 134.000 тона ватромета за прославу 4. јула 2017. ASSOCHAM, трговинска организација у Индији, прогнозирала је да ће само онлајн куповина бити преко 300 милијарди рупија (3,8 милијарди америчких долара) током Дивалија 2017. године. Према њиховој прогнози, око 68% индијских породица потрошило је између 5.000 и 10.000 рупија за прославу Дивалија 2017. године. Берзе као што су NSE и BSE у Индији су обично затворене током Дивалија, са изузетком сесије трговања Дивали Мухуратом у трајању од сат времена увече да се поклопи са почетком нове године. Године 2020. покренут је INDF ETF како би се означио почетак Дивалија.

### Политика
Дивали је све више привлачио културне размјене и постао је прилика да се политичари и вјерски лидери широм свијета сретну са грађанима хиндуистичког или индијског поријекла, дипломатским особљем или сусједима. Многи учествују у другим друштвено-политичким догађајима као симбол подршке различитости и инклузивности. Папа Павле VI основао је Папски савјет за међурелигијски дијалог католичког дикастерија као Секретаријат за нехришћане, који је прво почео да шаље званичне поздраве и папину поруку муслиманима 1967. на Рамазански бајрам, а током 1990-их. католичке власти су почеле да шаљу двије додатне годишње званичне честитке и поруке, једну хиндусима на Дивали, а другу будистима на Будин рођендан.
Многе владе подстичу или спонзоришу прославе везане за Дивали на својим територијама. Влада Сингапура, у сарадњи са хиндуистичким одбором задужбина Сингапура, организује многе културне догађаје током Дивалија сваке године. Национални и грађански лидери, попут бившег принца Чарлса III, присуствовали су прославама Дивалија у истакнутим хиндуистичким храмовима у Уједињеном Краљевству, као што је храм Сваминарајан у Низдену, користећи ту прилику да истакну допринос хиндуистичке заједнице британском друштву. Осим тога, градови широм Уједињеног Краљевства показују подршку прославама кроз паљења Дивали свијетла, постављања украса и организовања културних свјечаности као што су плесне представе, штандови са храном и радионице. Од 2009. године, Дивали се слави сваке године у Даунинг стриту 10, резиденцији британског премијера.
Дивали је у Бијелој кући први пут прослављен за вријеме мандата Џорџа В. Буша 2003. године, али он није могао да присуствује прослави лично; његов вјерски и историјски значај је званично признао Конгрес Сједињених Америчких Држава 2007. године. Барак Обама је постао први предсједник који је лично присуствовао Дивалију у Бијелој кући 2009. године, а 2016. је упалио прве дија свјетиљке у Бијелој кући. Уочи своје прве посјете Индији као предсједник Сједињених Држава, Обама је објавио званичну изјаву у којој је истакао да дијели своје најбоље жеље са „онима који славе Дивали“.
Сваке године током Дивалија, индијски војници прилазе пакистанским војницима на граници носећи на поклон традиционалне индијске посластице, док пакистански војници њима дају пакистанске слаткише. У периоду од 1947. до 2016. Дивали није био државни празник у Пакистану; године 2016. пакистански парламент усвојио је резолуцију о државним празницима, чиме су Дивали и Холи постали државни празници за хиндусе, као и Ускрс за хришћане, који су тако стекли право на одморе током тих дана. Прославе Дивалија у модерном добу су релативно ријетке у Пакистану, али се славе по вјерским линијама, укључујући муслимане који се придружују слављу у градовима као што је Пешавар.

## Опасности
Употреба петарди током фестивала повећава концентрацију прашине и загађивача у ваздуху у већини градова у Индији. Након испаљивања, ситне честице прашине се таложе на околним површинама које су препуне хемикалија као што су бакар, цинк, натријум, олово, магнезијум и кадмијум, као и загађивача попут оксида сумпора и азота. Те невидљиве штетне честице утичу на животну средину и могу да погоршају здравље људи. Дим који стварају петарде које се пуцају током Дивалија изазива смог за који су понекад потребни дани да се очисти.
Током Дивалија, нивои суспендованих честица се повећавају. Када су људи изложени тим честицама загађивача, могу да имају проблеме са очима, носем и грлом. За производњу боја када петарде пуцају користе се канцерогени и отровни елементи.
Током прославе 2023. Њу Делхи је накратко био на првом мјесту у свијету по загађености ваздуха, са индексом загађености од 680 током једне ноћи, док се индекс од 401 до 500 сматра као најтежи, који може изазвати озбиљне здравствене проблеме.
Употреба ватромета током Дивалија такође може да доведе до повреда од опекотина. Утврђено је да је један посебан ватромет који се зове анар (фонтана) одговоран за 65% таквих повреда, при чему су жртве углавном одрасле особе. Већина задобијених повреда су опекотине првог типа (мање) које захтијевају само амбулантну његу. Стручњаци истичу да људи треба да буду опрезни око свијећа и ватре, као и да дјеца треба да се држе на безбједној удаљености од пламена током прославе Дивалија.